# Blaichach

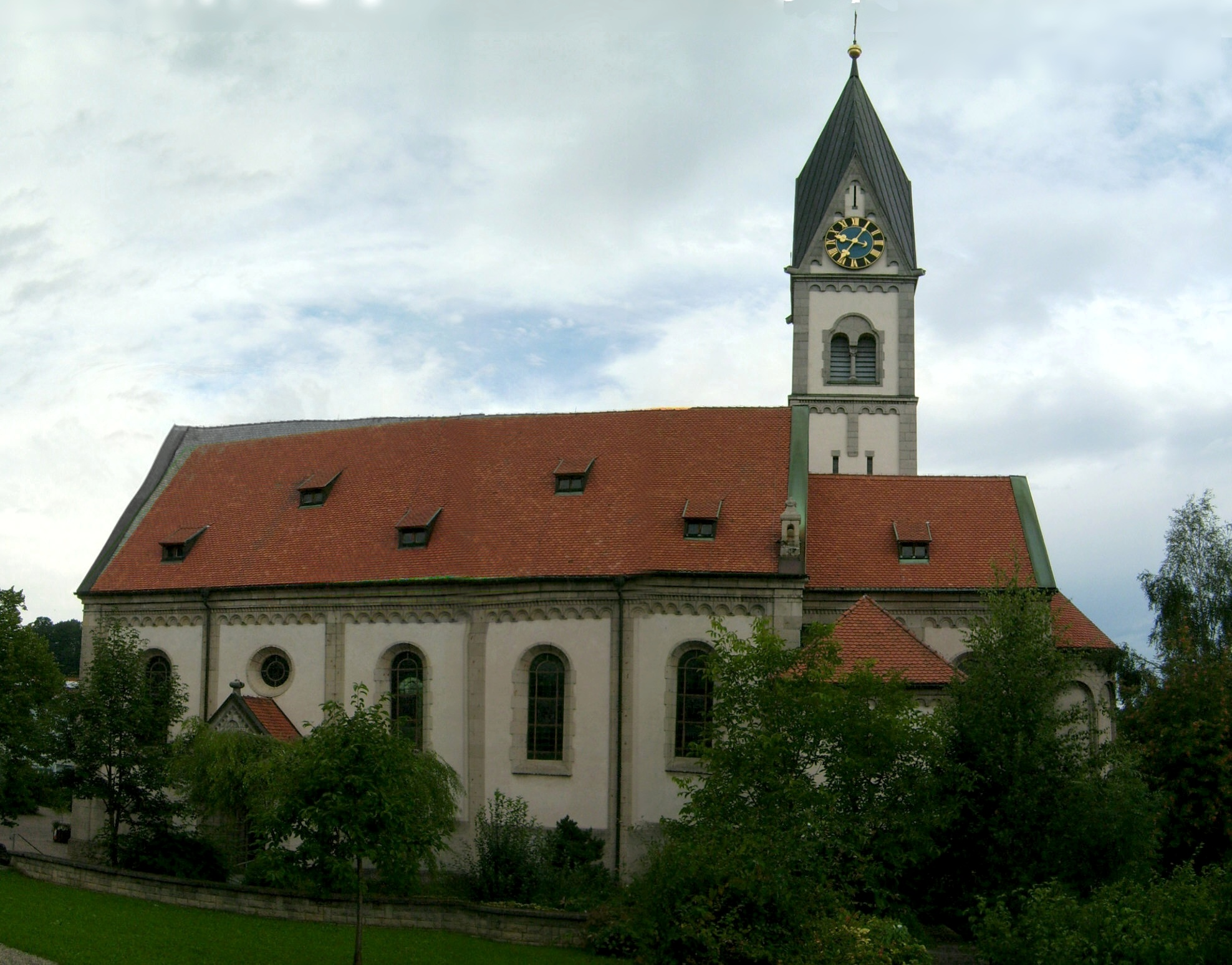
Kirche.

Blaichach (Baviera, Alemania) es un municipio del distrito suabo de Alta Algovia.

## Geografía
Blaichach se encuentra en el distrito de Alta Algovia. Limita con la capital del distrito, Sonthofen y con Immenstadt. Blaichach es miembro del proyecto comunitario Naturpark Nagelfluhkette (Parque natural Nagelfluhkette).
Existen los siguientes distritos (Gemarkungen): Blaichach y Gunzesried.

### Pedanías
El municipio de Blaichach tiene 13 pedanías:
Altmummen, Bihlerdorf, Ettensberg, Gunzesried, Gunzesrieder Säge, Halden, Hofen, Kapf, Kühberg, Reute, Schwanden, Seifriedsberg y Tanne.

## Historia

### Desarrollo de la población
| Año  | Habitantes |
| ---- | ---------- |
| 1939 | 2.898      |
| 1950 | 4.010      |
| 1961 | 3.803      |
| 1970 | 4.828      |
| 1987 | 4.970      |
| 1996 | 5.280      |
| 2000 | 5.572      |
| 2002 | 5.554      |
| 2003 | 5.600      |
| 2004 | 5.679      |
| 2005 | 5.674      |
| 2006 | 5.713      |

## Política
El alcalde es Otto Steiger (PW/FW).
Distribución de los escaños en el ayuntamiento
- CSU: 6 escaños
- Parteifreie Wählerschaft (PW): 5 escaños
- SPD: 4 escaños
- Freie Wählerschaft Bihlerdorf-Gunzesried (FW): 3 escaños
- Grüne: 2 escaños

Fuente →

## Economía e infraestructura

### Transporte
La estación de trenes de Blaichach se encuentra en Illertalbahn (línea de ferrocarril del valle del Iller) entre Kempten y Oberstdorf.

## Personalidades
- Daniel Bonifazius von Haneberg OSB (* 1816 en Tanne; † 1876 en Speyer), monje benedictino, teólogo, orientalista; desde 1872 hasta 1876 obispo de Speyer.
- Ossi Reichert (* 1925; † 2006), esquiadora y vencedora olímpica
- Karl Läufle (* 1 de agosto de 1929; † 20 de agosto de 2009), Antiguo alcalde, portador de la Bundesverdienstkreuz (Gran orden al mérito de Alemania)[3][4]
- Claire Beyer (* 13 de julio de 1947), escritora
- Florian Beck (* 7 de enero de 1958), esquiador
- Thomas Gehring (* 27 de julio de 1958), diputado del parlamento bávaro